# Râul Teuz
Râul Teuz este un curs de apă, afluent al râului Crișul Negru.

## Hărți
- Harta interactivă județul Arad
- Harta munții Apuseni